# 长瓣兜兰
长瓣兜兰（学名：Paphiopedilum dianthum）为兰科兜兰属下的一个种。